# Jules Renard (1813-1877)
Jules Renard (París, 1813-Sèvres, 5 de febrero de 1877) fue un dramaturgo francés.

## Obras
| - Cherubin ou la journée des aventures, comedia en cinco actos y seis tableaux, estrenada en el parisino Théâtre des Délassements-Comiques el 15 de septiembre de 1852, Vialat et Cie - L'Hôtel des haricots, vaudeville en tres actos, con Delbès, estrenado en el parisino Théâtre de la Gaîté 18 de enero de 1861, Pilloy, s.d. - Un million dans le ventre, vaudeville en un acto, estrenado en el parisino Théâtre des Variétés el 17 de mayo de 1857, M. Lévy, s.d. - Même maison, vaudeville en un acto, Théâtre du Palais-Royal, 4 de mayo de 1865, E. Dentu, 1865 | - Une noce sur le carré, comédie-vaudeville en un acto, Palais-Royal, 6 de abril de 1868, E. Dentu, 1868 - Deux prisonniers de Théodoros, pochade abyssinienne en un acto, con música de M. de Villebichot, E. Dentu, 1868 - Le Musée d'Anatole, vaudeville en un acto, Palais-Royal, 17 de agosto de 1870, E. Dentu, 1871 - Un coup de vent, vaudeville en un acto, Palais-Royal, 22 de agosto de 1867, E. Dentu, 1872 - La Clarinette postale, comédie-vaudeville en un acto, Palais-Royal, 20 de junio de 1873, Tresse, 1873 |